# Phanacis centaureae
Phanacis centaureae är en stekelart som beskrevs av Förster 1860. Phanacis centaureae ingår i släktet Phanacis och familjen gallsteklar. Arten är reproducerande i Sverige. Inga underarter finns listade i Catalogue of Life.